# Hilde Lion
 (janvier 2024).
Si vous disposez d'ouvrages ou d'articles de référence ou si vous connaissez des sites web de qualité traitant du thème abordé ici, merci de compléter l'article en donnant les références utiles à sa vérifiabilité et en les liant à la section « Notes et références ».
Hilde Gudilla Lion (née le 14 mai 1893 à Hambourg, morte le 8 avril 1970 à Hindhead) est une sociologue allemande.

## Biographie
Hilde Lion est la troisième des quatre enfants de commerçants juifs. Elle suit une formation pour être professeur et exerce pour la première fois brièvement auprès d'enfants pauvres. Elle décide alors de devenir travailleuse sociale dans le séminaire social-pédagogique qui vient d'être fondé à Hambourg et dirigé par Gertrud Bäumer et Marie Baum.
Hilde Lion rejoint le Parti démocrate allemand. Elle est secrétaire de la section hambourgeoise de décembre 1918 à avril 1919 et organise à Francfort-sur-le-Main l'intégration des militants issus du féminisme. Elle aide également Ida Dehmel dans la publication de la correspondance du poète Richard Dehmel, son mari.
Puis Lion étudie l'économie à Fribourg-en-Brisgau, Berlin et Cologne. En 1924, elle obtient un doctorat avec une thèse sous la direction de Leopold von Wiese. Grâce à ses études, elle est en contact avec, entre autres, Clara Zetkin, Hedwig Dransfeld et Bertha Pappenheim.
En 1925, elle enseigne la pédagogie et la méthodologie au séminaire pédagogique social du Verein Jugendheim fondé par Anna von Gierke à Charlottenburg. Elle est directrice des études en 1928 puis directrice en 1929 de l'Académie allemande pour les travailleuses sociales et éducatives initié par Alice Salomon. À côté d'Alice Salomon, le conseil d'administration comprend notamment Charlotte Dietrich, Gertrud Bäumer, Marie Baum, Lilli Droescher, Hildegard von Gierke, Helene Weber, Anna von Gierke, Siddy Wronsky, Eduard Spranger, Wilhelm Polligkeit, en tout 25 personnes et 28 organisations, de la Deutscher Akademikerinnenbund à l'Association Fröbel et l'Association Lette (de).
Lors de la prise du pouvoir des nazis, Hilde Lion se retire de l'éducation à cause de son origine juive. Le conseil de l'Académie décide de sa dissolution. Lion décide aussitôt d'émigrer en Angleterre avec sa compagne Emmy Wolff (qui sera plus tard l'amante de la pédagogue musicale Luise Leven). Hilde Lion fonde avec le soutien des quakers la Stoatley Rough School (de) qu'elle dirige jusqu'en 1960.
Après 1945, Lion revient souvent en Allemagne pour rencontrer les anciens membres du Verein Jugendheim mais exclut de vivre de nouveau dans son pays natal.